# Patxi Usobiaga
Patxi Usobiaga Lakunza (Eibar, 7 settembre 1980) è un arrampicatore spagnolo di origine basca.
Pratica l'arrampicata in falesia e ha gareggiato nelle competizioni di difficoltà.

## Biografia
Ha cominciato ad arrampicare a dieci anni ad Atxarte. Fino a quattordici anni ha arrampicato accompagnato dal padre. A quindici anni ha scalato il suo primo 8a, ConanDax Librarian ad Araotz e a diciotto l'8b, Parva Naturalia ad Araotz. Dal 1997 al 1999 ha preso parte alle competizioni giovanili e nel 2000 ha iniziato a gareggiare nella Coppa del mondo di arrampicata nella lead. Nel 2003 è salito per la prima volta sul podio nella quarta gara di Coppa ad Avilés e sempre nello stesso anno ha vinto la sua prima competizione a Edimburgo, decima e ultima tappa del circuito. Dopo essersi piazzato quinto nel 2004 e sesto nel 2005, a ventisei anni ha vinto la Coppa del mondo di arrampicata 2006 nella lead. L'anno successivo si è ripetuto conquistando la Coppa del mondo di arrampicata 2007 nella lead. Questi successi gli hanno valso il Salewa Rock Award del 2007. Due anni dopo ha vinto la medaglia d'oro al Campionato del mondo di arrampicata 2009 a Qinghai. A fine 2009 si è operato a una spalla e dopo tre mesi di riabilitazione ha ricominciato ad allenarsi per la stagione 2010.
Nel giugno 2010 un incidente d'auto gli ha causato una dolorosa ernia del disco, che non gli ha permesso di partecipare alla stagione 2011 di Coppa né al Campionato del mondo di arrampicata 2011 ad Arco. Nel 2011 ha annunciato il suo ritiro dalle competizioni.
Ha scalato 267 vie tra l'8a e il 9a+ di cui 158 a vista. È stato il primo arrampicatore a salire un 8c+ a vista con la salita di Bizi Euskaraz a Etxauri nel 2007.

## Palmarès

### Coppa del mondo
|      | 2002 | 2003 | 2004 | 2005 | 2006 | 2007 | 2008 | 2009 | 2010 |
| ---- | ---- | ---- | ---- | ---- | ---- | ---- | ---- | ---- | ---- |
| Lead | 67   | 4    | 5    | 6    | 1    | 1    | 4    | 2    | 4    |

### Campionato del mondo
|      | 1999 | 2001 | 2003 | 2005 | 2007 | 2009 |
| ---- | ---- | ---- | ---- | ---- | ---- | ---- |
| Lead | 61   | 49   | 2    | 2    | 2    | 1    |

## Statistiche

### Podi in Coppa del mondo lead
| Stagione | 1º | 2º | 3º | Podi totali |
| -------- | -- | -- | -- | ----------- |
| 2003     | 1  | 1  |    | 2           |
| 2004     |    |    | 2  | 2           |
| 2005     |    | 1  | 1  | 2           |
| 2006     | 1  | 4  | 1  | 6           |
| 2007     | 1  | 3  | 1  | 5           |
| 2008     | 1  |    | 1  | 2           |
| 2009     | 1  | 3  |    | 4           |
| 2010     | 1  | 1  |    | 2           |
| Totale   | 6  | 13 | 6  | 25          |

## Falesia
- 3 vie di 9a+
- 14 vie di 9a
- 31 vie di 8c+ (di cui 1 a vista)
- 42 vie di 8c (di cui 7 a vista)

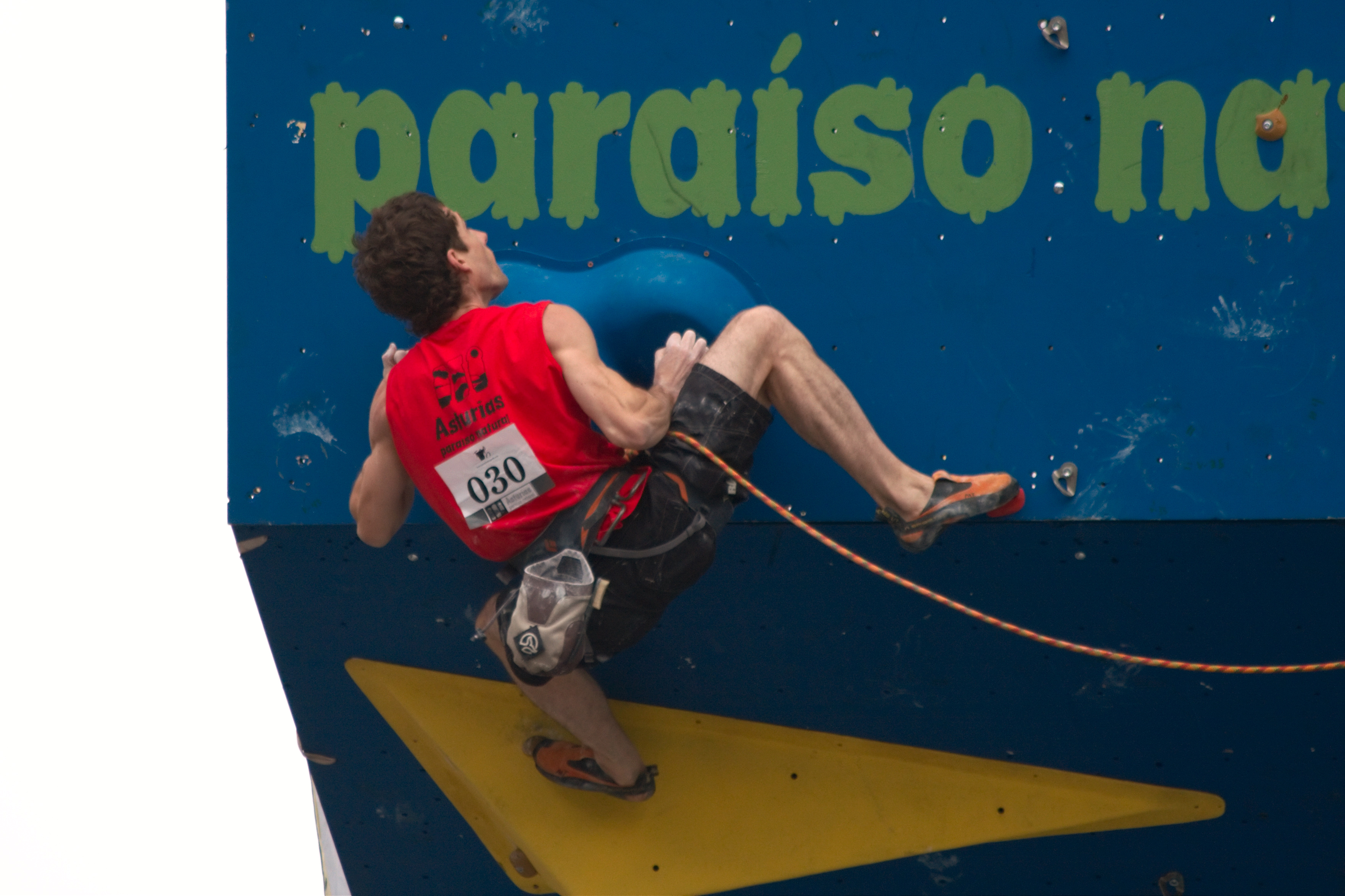
Patxi impegnato nel Campionato spagnolo lead di arrampicata 2010 a La Coruña

- 87 vie di 8b e 8b+ (di cui 68 a vista)

### Lavorato
- 9a+/5.15a:
  - La novena enmienda - Santa Linya (ESP) - 3 dicembre 2007
  - La Rambla - Siurana (ESP) - 22 novembre 2007 - Quinta salita[7]
  - Realization - Céüse (FRA) - 29 luglio 2004 - Terza salita[8]
- 9a/5.14d:
  - PuntX - Gorges du Loup (FRA) - 10 settembre 2010[9]
  - Hades - Nassereith / Götterwand (AUT) - 23 agosto 2009 - Salita al secondo tentativo, via di Andreas Bindhammer del 2008[10]
  - Action directe - Frankenjura (GER) - 24 ottobre 2008 - Undicesima salita[11]
  - Nice to eat you - Pierrot beach (FRA) - 22 luglio 2008 - Seconda salita della via di Mike Fussilier
  - Fabela Pa La Enmienda - Santa Linya (ESP) - 22 marzo 2008
  - Mendeku - Egino (ESP) - 16 dicembre 2007 - Seconda salita della via di Iker Pou
  - Fuck The system - Santa Linya (ESP) - 9 dicembre 2007 - Prima salita
  - Esclatamasters - Perles (ESP) - 7 dicembre 2007 - Terza salita della via di Ramón Julián Puigblanque
  - Faxismoaren txontxogiloak - Etxauri (ESP) - 22 dicembre 2007 - Prima salita
  - Begi Puntuan - Etxauri (ESP) - 1º dicembre 2006 - Prima salita[12]
  - Kinematix - Gorges du Loup (FRA) - 14 giugno 2006
  - Psikoterapia - Valdegobia (ESP) - 8 luglio 2004 - Prima salita
  - Iñi Ameriketan - Baltzola (ESP) - 1º aprile 2003
  - Il Domani - Baltzola (ESP) - 21 marzo 2003 - Prima salita

### A vista
- 8c+/5.14c:
  - Bizi Euskaraz - Etxauri (ESP) - 11 dicembre 2007 - Progetto di Ekaitz Maiz, anche prima salita e primo 8c+ a vista del mondo[6]
- 8c/5.14b:
  - Absinth - Sparchen (AUT) - 25 luglio 2010[13]
  - Nuska - Baltzola (ESP) - 1º agosto 2008
  - Home sweet home - Pierrot Beach (FRA) - 20 luglio 2008[14]
  - Omerta - Urnersee (SUI) - 15 luglio 2008[15]
  - mosca cullonera - Montsant (ESP) - 30 novembre 2007
  - Pata negra - Rodellar (ESP) - 7 ottobre 2006[16]
  - Gaua - Lezain (ESP) - 10 ottobre 2005[17]

## Riconoscimenti
- Salewa Rock Award nel 2007